# Marcelo Huertas
Marcelo „Marcelinho“ Tieppo Huertas (* 25. Mai 1983 in São Paulo) ist ein brasilianischer Basketballspieler. Der 1,90 m große Point Guard ist seit 2019 für CB 1939 Canarias in der Liga ACB aktiv und Mitglied der brasilianischen Nationalmannschaft. Er besitzt seit 2003 auch die italienische Staatsbürgerschaft.

## Vereinskarriere
Huertas begann seine Karriere bei Club Athletico Paulistano, bevor er 2002 zu EC Pinheiros wechselte. In der folgenden Spielzeit entwickelte er sich trotz seines geringen Alters zum Führungsspieler der Mannschaft, woraufhin er zum meistverbesserten Spieler der Saison gewählt wurde. Im Sommer 2003 absolvierte Huertas für CB Breogán einige Testspiele in der spanischen Liga de Verano (nach dem Vorbild der NBA Summer League), kehrte aber wieder zu Paulistano zurück. Da er auch hier erneut überzeugen konnte, nahm ihn 2004 schließlich Joventut de Badalona unter Vertrag. 2006 gewann Huertas mit diesem Verein den FIBA EuroCup. Im Jahr darauf nahm ihn der Ligakonkurrent CB Bilbao Berri unter Vertrag. Nach jener Saison wurde er in das „Quinteto Ideal“ der Liga ACB gewählt.
Dieser Auszeichnung folgte jedoch mit dem Wechsel zu Fortitudo Bologna das wohl schwierigste Jahr seiner Profikarriere, denn mit dem von Missmanagement gebeutelten Verein stieg Huertas aus der Serie A ab. Daraufhin kehrte er nach Spanien zurück und unterschrieb bei Saski Baskonia, wo er zusammen mit seinem Nationalmannschaftskollegen Tiago Splitter 2010 spanischer Meister wurde. In der Folgesaison wurde er erneut ins „Quinteto Ideal“ der Liga ACB gewählt. Anschließend wechselte Huertas innerhalb Spaniens zum FC Barcelona. Mit diesem wurde er 2012 und 2014 spanischer Meister und 2013 spanischer Pokalsieger.
2015 unterschrieb Huertas einen Vertrag in der NBA bei den Los Angeles Lakers. 2017 wechselte er zum spanischen Erstligisten Saski Baskonia. Seit der Saison 2019 spielt er bei dem kanarischen Verein CBC Tenerife La Laguna. Mit diesem Team gewann er 2022 die Champions League.

## Nationalmannschaftskarriere
Mit der brasilianischen Nationalmannschaft gewann Huertas die Amerikameisterschaften 2005 und 2009 sowie den Basketballwettbewerb bei den Panamerikanischen Spielen 2007. Zudem nahm er an den Weltmeisterschaften 2006 und 2010 sowie den Olympischen Spielen 2012 und 2016 teil.